# ولیکا وس (ناحیه خوموتوف)
ولیکا وس (ناحیه خوموتوف) (به چکی: Veliká Ves) یک منطقهٔ مسکونی در جمهوری چک است که در ناحیه خوموتوو واقع شده‌است. ولیکا وس ۱۷٫۸۱ کیلومتر مربع مساحت و ۲۷۲ نفر جمعیت دارد و ۲۷۵ متر بالاتر از سطح دریا واقع شده‌است.